# دولت أباد (دهقان)
دولت أباد هي قرية في مقاطعة دهقان، إيران. عدد سكان هذه القرية هو 909 في سنة 2006.